# Ella Shelton
Pour les articles homonymes, voir Shelton.
Ella Shelton (née le 19 janvier 1998 à Ingersoll, dans la province de l'Ontario) est une joueuse canadienne de hockey sur glace. Elle évolue au poste de défenseure dans la ligue élite féminine. Elle remporte une médaille d'or olympique aux Jeux de Pékin en 2022. Shelton participe à trois championnats du monde en 2021, 2022 et 2023, remportant deux médailles d'or et un d'argent.
Shelton remporte également deux fois le championnat universitaire NCAA avec les Golden Knights de Clarkson.

## Biographie
Ella Shelton débute le hockey à l'âge de cinq ans, elle rêve de représenter l'équipe du Canada après avoir vu l'équipe féminine remporter l'or aux Jeux olympiques en 2006 ,.

### En club
Ella Shelton réalise son parcours universitaire avec les Golden Knights de Clarkson à partir de la saison 2016-2017. Dès son année recrue elle remporte avec son équipe le championnat NCAA, ainsi que l'année suivante. Elle est choisie dans l'équipe d'étoiles des recrues du championnat pour sa première année et dans l'équipe d'étoiles de la division ECAC chaque année de 2016 à 2020. Pour sa dernière année, Shelton est nommée capitaine de l'équipe, inscrivant 33 points en 33 matchs ce qui fait d'elle la troisième défenseure de l'histoire de l'équipe à dépasser les 100 points . 
Après son parcours universitaire, elle joue en 2021 des matchs avec la Professional Women's Hockey Players Association (PWHPA), organisation ayant pour but de former une ligue professionnelle féminine mais dont la progression a été ralentie par la pandémie de Covid-19 ,.

### En équipe nationale
Shelton est sélectionnée en 2018 pour la première fois en équipe nationale canadienne pour la Coupe des nations, dans l'équipe des moins de 22 ans. Elle intègre l'équipe sénior en 2019 pour une série de matchs contre les États-Unis . Sa première compétition sénior est le championnat du monde 2021 où elle contribue avec trois points à la conquête de la médaille d'or. 
Par la suite, elle est sélectionnée pour les Jeux olympiques 2022 à Pékin où elle inscrit là aussi trois points, remportant avec son équipe sa première médaille olympique.

## Statistiques

### En club
| Saison      | Équipe                     | Ligue       |     | Saison régulière | Saison régulière | Saison régulière | Saison régulière | Saison régulière |   | Séries éliminatoires | Séries éliminatoires | Séries éliminatoires | Séries éliminatoires | Séries éliminatoires |
| Saison      | Équipe                     | Ligue       | PJ  | B                | A                | Pts              | Pun              | PJ               | B | A                    | Pts                  | Pun                  |                      |                      |
| 2016-2017   | Golden Knights de Clarkson | NCAA        | 41  | 6                | 19               | 25               | 24               | -                | - | -                    | -                    | -                    |                      |                      |
| 2017-2018   | Golden Knights de Clarkson | NCAA        | 39  | 5                | 20               | 25               | 10               | -                | - | -                    | -                    | -                    |                      |                      |
| 2018-2019   | Golden Knights de Clarkson | NCAA        | 40  | 6                | 19               | 25               | 24               | -                | - | -                    | -                    | -                    |                      |                      |
| 2019-2020   | Golden Knights de Clarkson | NCAA        | 33  | 9                | 24               | 33               | 18               | -                | - | -                    | -                    | -                    |                      |                      |
| 2023-2024   | Équipe de New York         | LPHF        | 24  | 7                | 14               | 21               | 12               | -                | - | -                    | -                    | -                    |                      |                      |
| Totaux NCAA | Totaux NCAA                | Totaux NCAA | 153 | 26               | 82               | 108              | 76               |                  |   |                      |                      |                      |                      |                      |

### En équipe nationale
| Année | Équipe | Compétition          |   | PJ | B | A | Pts | Pun | +/-               |  | Résultat |
| 2021  | Canada | Championnat du monde | 7 | 1  | 2 | 3 | 4   | +6  | Médaille d'or     |  |          |
| 2022  | Canada | Jeux olympiques      | 7 | 0  | 3 | 3 | 2   | +8  | Médaille d'or     |  |          |
| 2022  | Canada | Championnat du monde | 7 | 2  | 7 | 9 | 0   | +8  | Médaille d'or     |  |          |
| 2023  | Canada | Championnat du monde | 7 | 0  | 1 | 1 | 0   | +4  | Médaille d'argent |  |          |

## Trophées et honneurs personnels

### Ligue professionnelle de hockey féminin
- 2024 : participe au Match des étoiles de la LPHF